# Justicia pseudorungia
Justicia pseudorungia är en akantusväxtart som beskrevs av Gustav Lindau. Justicia pseudorungia ingår i släktet Justicia och familjen akantusväxter. Inga underarter finns listade i Catalogue of Life.